# Coelioxys leucochrysea
Coelioxys leucochrysea är en biart som beskrevs av Cockerell 1914. Coelioxys leucochrysea ingår i släktet kägelbin, och familjen buksamlarbin. Inga underarter finns listade i Catalogue of Life.